# Sacrificio di Ifigenia (Pietro Testa)
Il Sacrificio di Ifigenia è il tema di una incisione e di un dipinto del pittore lucchese Pietro Testa.

## Storia

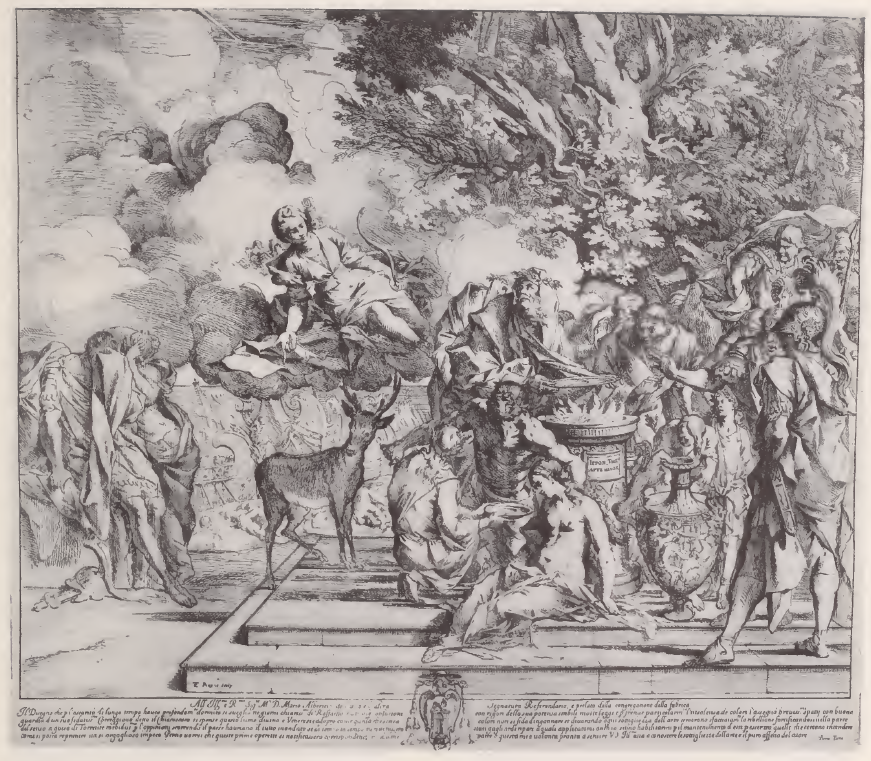
Il primo stadio dell'incisione con la dedica all'Albrizzi

Come si evince nell'iscrizione contenuta nel primo stadio dell'incisione (eliminata poi nelle tirature successive), la stampa con il sacrificio di Ifigenia fu dedicata da Pietro Testa a Mario Albrizzi (o Alberici), ecclesiastico titolare della carica di referendario delle Due Segnature, organo giudiziario dell'amministrazione pontificia.
La complessa dedica all'alto prelato contiene un elogio alla purezza del disegno talora corrotta dall'uso inadeguato del colore.
Menzionata dal Passeri come una delle prove più alte del Testa in ambito grafico (campo nel quale il lucchese fu tra gli artisti più apprezzati del suo tempo), l'incisione (come si legge sul gradino del basamento dell'altare) fu impressa nella stamperia impiantata da Giovanni Giacomo de Rossi a Roma, in via della Pace.
La stampa è firmata con il monogramma usato dall'artista (che sovrappone una P, una T e una L, Petrus Testa Lucensis, cioè lucchese) seguito dalle parole pinx.[it] e sculp.[sit].
La matrice in rame incisa dal Testa si è conservata ed è custodita presso l'Istituto nazionale per la grafica a Roma.

## Descrizione

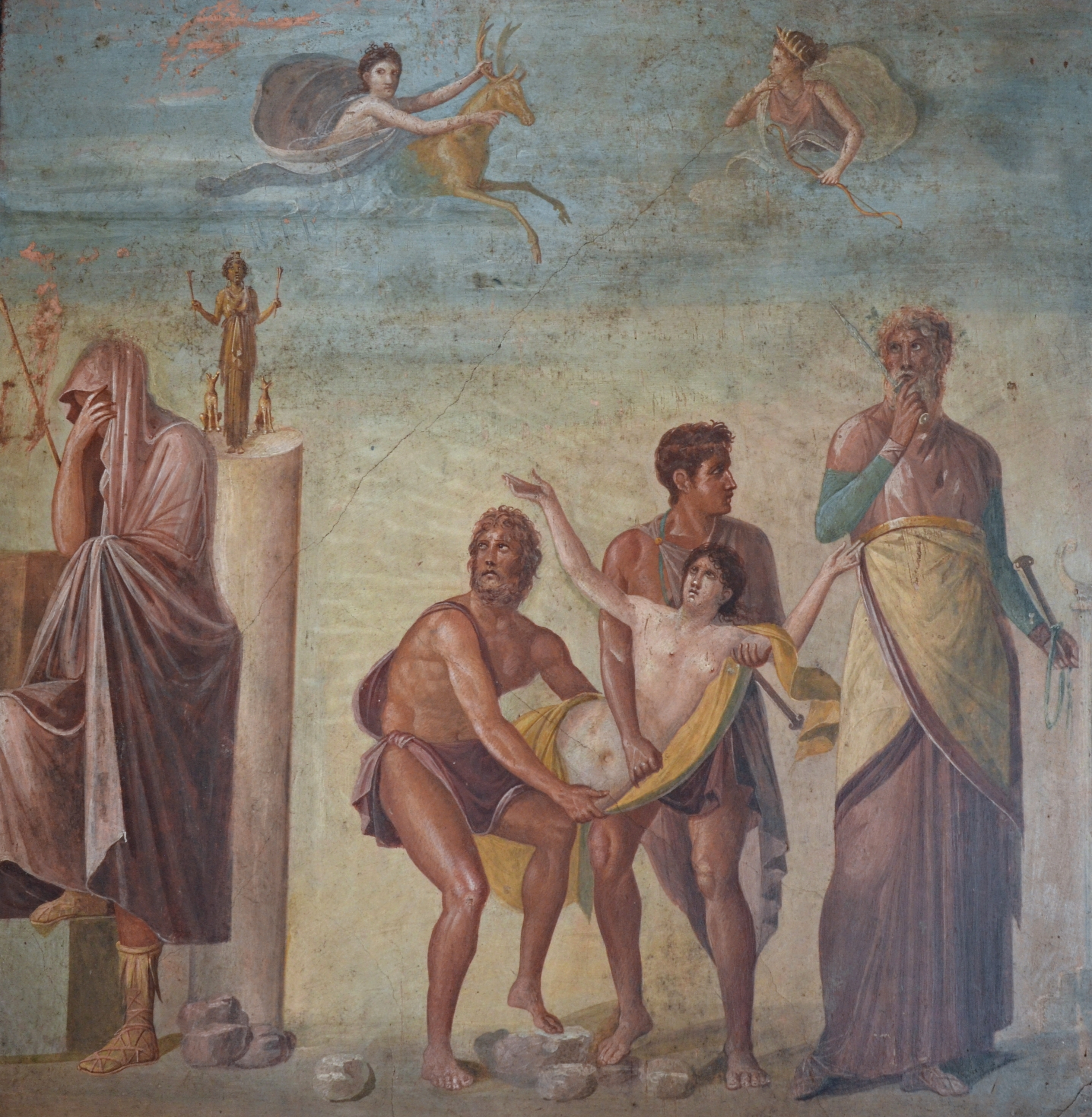
Sacrificio di Ifigenia, I secolo d.C., Napoli, Museo Archeologico (proveniente da Pompei)

L'episodio raffigurato è riportato da varie fonti antiche: l'Ifigenia in Aulide di Euripide, l'Agamennone di Eschilo (una delle tragedie dell'Orestea), Le metamorfosi di Ovidio.
La sostanza dei fatti è così sintetizzabile: i Greci, sotto il comando di Agamennone, si sono riuniti presso la città di Aulide, in Beozia, dalla quale poi salpare alla volta di Troia.
La perdurante bonaccia dei venti però impedisce alle navi greche di prendere il mare e la forzata promiscuità degli eserciti nella città favorisce il diffondersi di un'epidemia. Il malcontento monta e l'autorità di Agamennone vacilla. Il re allora interroga l'indovino Calcante per avere lumi sul da farsi.
Questi gli rivela che la difficile situazione è frutto dell'ira di Artemide verso lo stesso Agamennone reo di aver ucciso, durante una caccia, una cerva cara alla dea. Il solo modo per superare l'impasse – prosegue Calcante – è sacrificare ad Artemide Ifigenia, figlia di Agamennone.
Il capo dei Greci accetta e fa in modo che la fanciulla, accompagnata dalla madre Clitennestra, raggiunga la Beozia: per indurre madre e figlia al viaggio Agamennone, mentendo, fa sapere loro che Achille ha chiesto Ifigenia in sposa.
All'arrivo di Ifigenia in Beozia l'inganno di Agamennone è presto svelato, ma la ragazza accetta egualmente di immolarsi per consentire all'esercito greco di raggiungere Troia.
Ifigenia è così condotta all'altare di Artemide per essere sacrificata mentre Clitemnestra e, nonostante tutto, lo stesso Agamennone si disperano.
Partecipa al rito anche Achille pronto a strappare Ifigenia ai suoi carnefici se questa all'ultimo momento cambiasse proposito.
Quando l'atto sacrificale sta per compiersi irrompe sulla scena la stessa Artemide che, mossa a pietà dalla abnegazione di Ifigenia, le salva la vita imponendo che in luogo della giovane principessa venga immolata una cerva.
Ogni elemento della storia trova posto nella stampa del Testa. Al centro, seduta, c'è Ifigenia, seminuda e con le spalle poggiate all'ara di Artemide, identificata anche dall'iscrizione in greco, che placidamente accetta il suo destino. All'estrema destra vi è Achille in posizione stante e con la mano alla spada. Sulla sinistra Clitemnestra ed Agamennone sono straziati dal dolore e non possono reggere la vista del sacrificio della loro figlia: il re di Micene si copre il volto col mantello mentre la madre di Ifigenia volge il capo in direzione opposta all'altare.

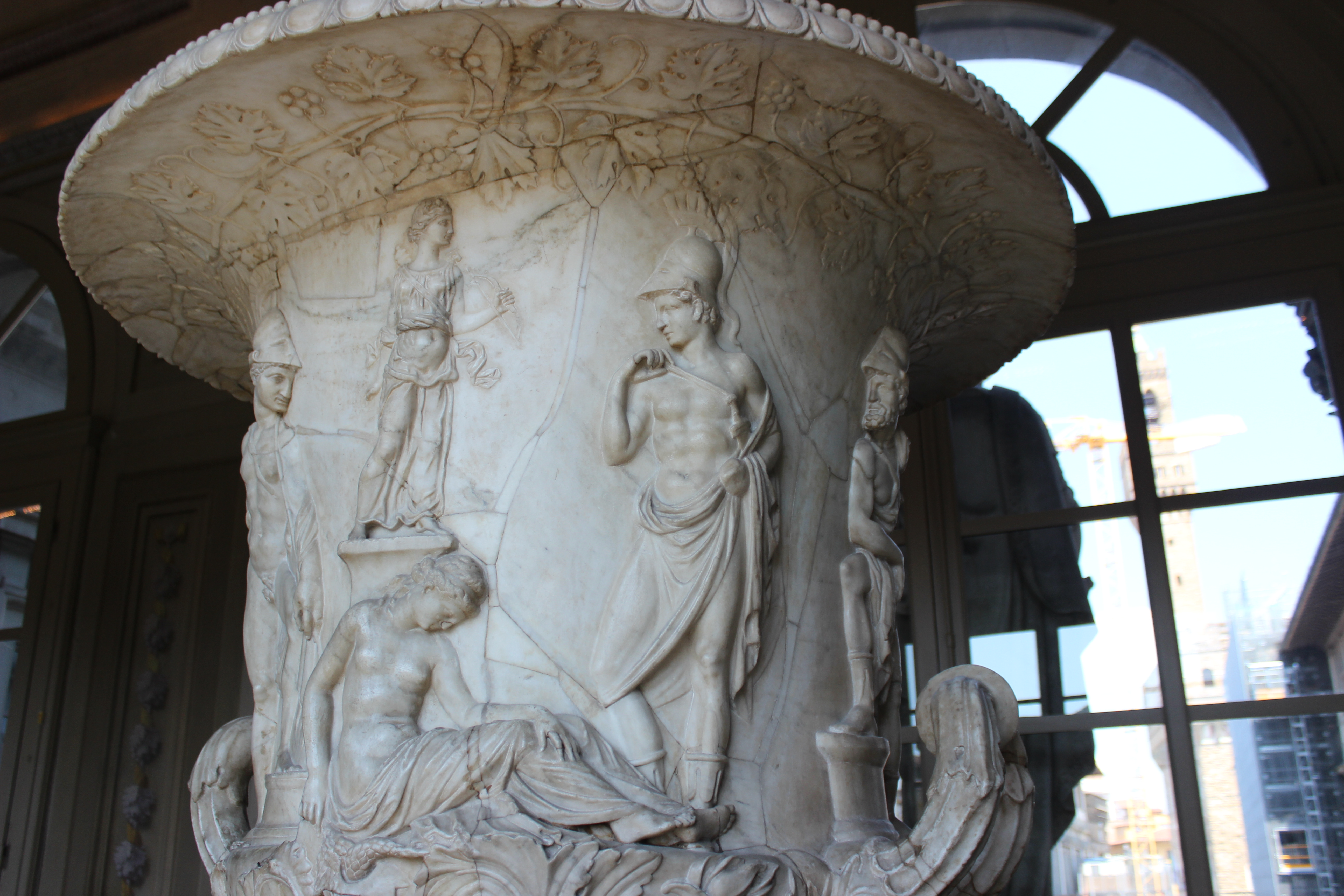
Vaso Medici, I secolo a.C., Firenze, Galleria degli Uffizi (proveniente da Roma)

Quando l'aguzzino si accinge a sgozzare la giovane vittima cala dal cielo Artemide che con la mano destra indica in direzione di una cerva, miracolosamente apparsa sul luogo, con la quale sostituire Ifigenia nel sacrificio. L'improvvisa apparizione della dea suscita lo stupore dei sacerdoti e dei carnefici che sorpresi volgono repentinamente lo sguardo in direzione di lei.
Sullo sfondo le navi greche alla fonda e una distesa di cadaveri sulla spiaggia - i morti mietuti dalla pestilenza che ha colpito Aulide - rammentano la causa della tragedia appena sventata. Nel cielo si addensano le nubi: la sfavorevole bonaccia sta per cedere il passo all'alzarsi dei venti.
Vari aspetti della composizione evidenziano l'erudizione per la quale Pietro Testa era apprezzato dai suoi contemporanei. La già menzionata figura di Agamennone che si fa schermo col mantello per non vedere la morte della figlia deriva dalle descrizioni di un dipinto di Timante, parimenti dedicato al sacrificio di Ifigenia, fatte da Plinio ed altri autori latini che concordemente riferiscono della velatura del viso del re.
Questo antichissimo dipinto, evidentemente celebre nel mondo antico, è ovviamente perduto ma una sua possibile derivazione è rinvenibile in un affresco pompeiano ove si vede, per l'appunto, Agamennone celato sotto il mantello mentre Ifigenia è condotta al sacrificio.

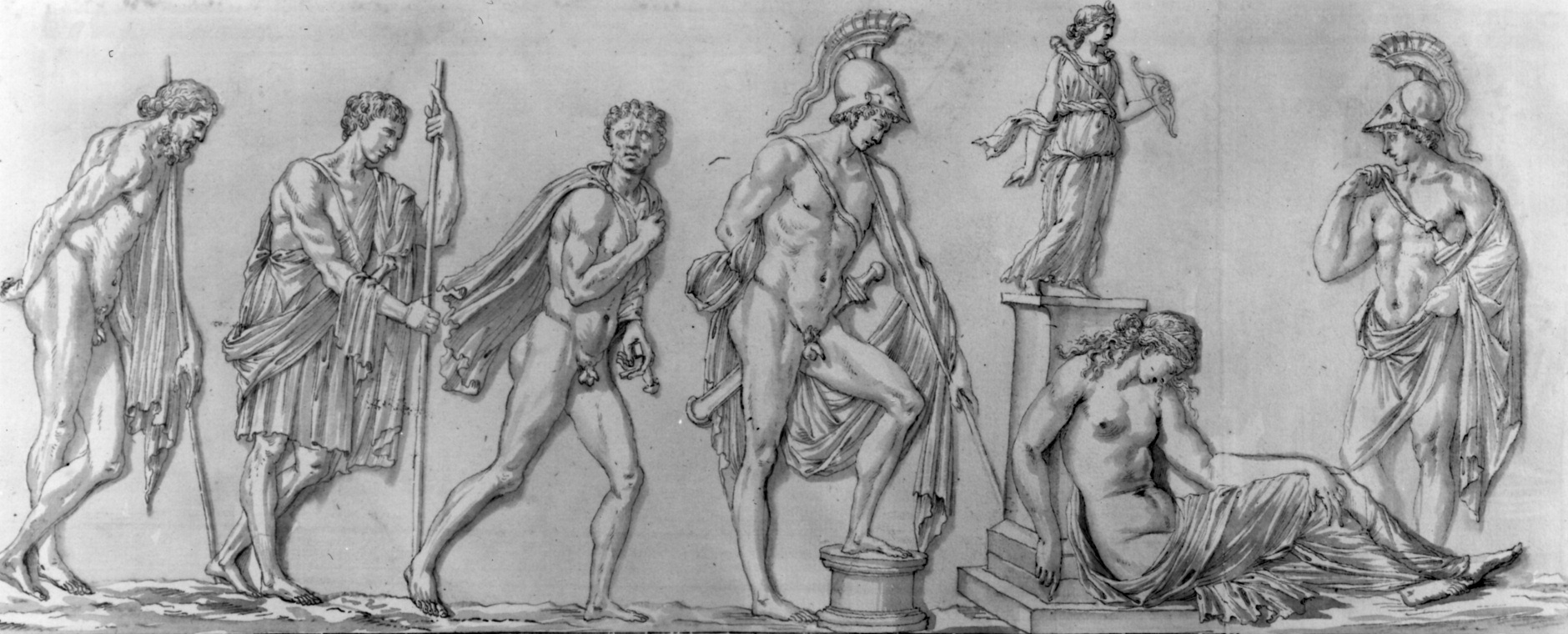
Il disegno della Royal Library di Windsor Castle

Anche nella figura di Ifigenia raffigurata nella stampa del Testa si coglie un colto rimando, questa volta di tipo figurativo. Essa è infatti è una ripresa pressoché letterale della stessa Ifigenia scolpita in rilievo sul fregio di un pregevole cratere neoattico noto come Vaso Medici, ora agli Uffizi, ma nel Seicento ancora a Roma, nella villa pinciana dei Medici.
La familiarità del Testa con questo prezioso reperto, del resto, sembra essere provata anche da alcuni documenti relativi all'attività del pittore lucchese di riproduzione di antiche sculture romane da lui svolta su incarico di Cassiano dal Pozzo per la realizzazione del celebre Museo Cartaceo raccolto da quest'ultimo.
Presso la Royal Library di Windsor Castle, inoltre, si conserva un disegno con una parziale riproduzione del fregio del cratere mediceo (probabilmente riferibile alle ricerche antiquarie promosse da Cassiano dal Pozzo) che secondo alcuni spetterebbe proprio al pittore lucchese.
Anche il bel dettaglio del vaso della stampa (a sinistra, tra Ifigenia e Achille) decorato da un rilievo raffigurante Artemide impegnata nella caccia ad un cervo evoca le conoscenze e le passioni antiquarie di Pietro Testa.

## Il dipinto

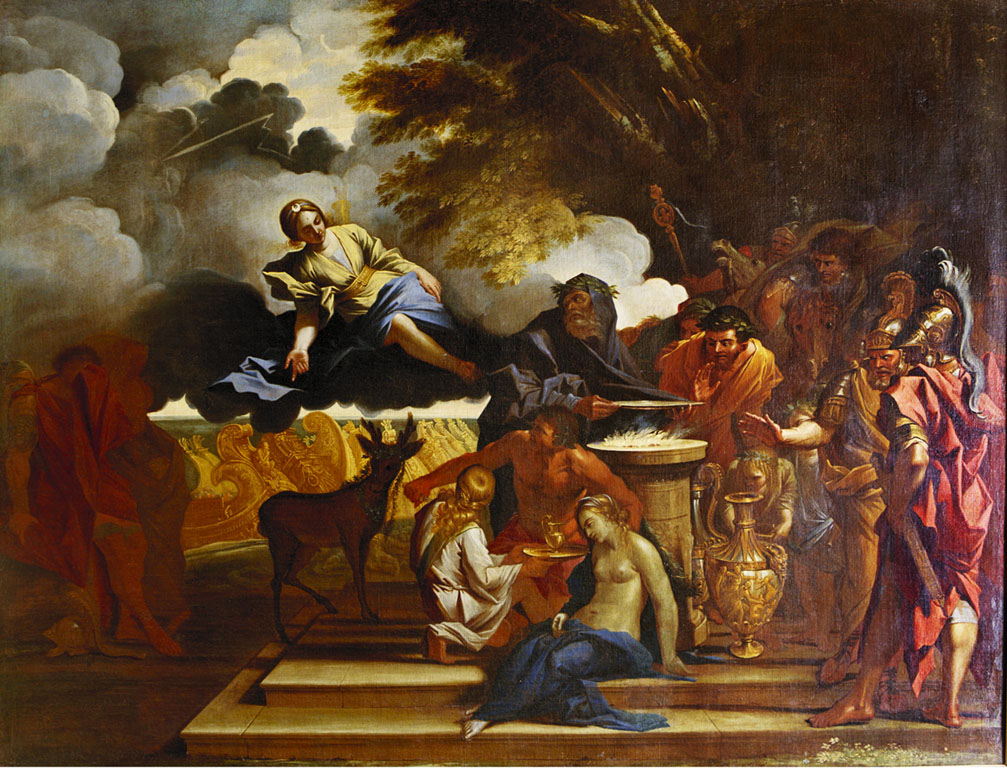
Pietro Testa,Sacrificio di Ifigenia, 1640-1642, Roma, Galleria Spada

Il sacrificio di Ifigenia fu oggetto anche di un dipinto del Testa - conservato nella Galleria Spada di Roma - che è nello stesso verso dell'incisione, mentre tutti i disegni preparatori noti della composizione sono in controparte (cioè speculari) sia all'incisione che al dipinto: se ne è dedotto che l'incisione fu realizzata per prima e che la tela è una derivazione della stampa.
Nella versione su tela sono state individuate alcune tangenze con la pittura di Pietro da Cortona, maestro nel cui entourage il Testa, anni addietro, aveva brevemente gravitato. Oltre ad alcuni dettagli decorativi - come le navi dorate e riccamente istoriate -, assimilabili ad alcuni precedenti cortoneschi, sembra possibile cogliere una certa assonanza compositiva con un'opera del Berrettini di tema analogo, il Sacrificio di Polissena, da questi realizzata una ventina di anni prima del sacrificio di Ifigenia del lucchese.

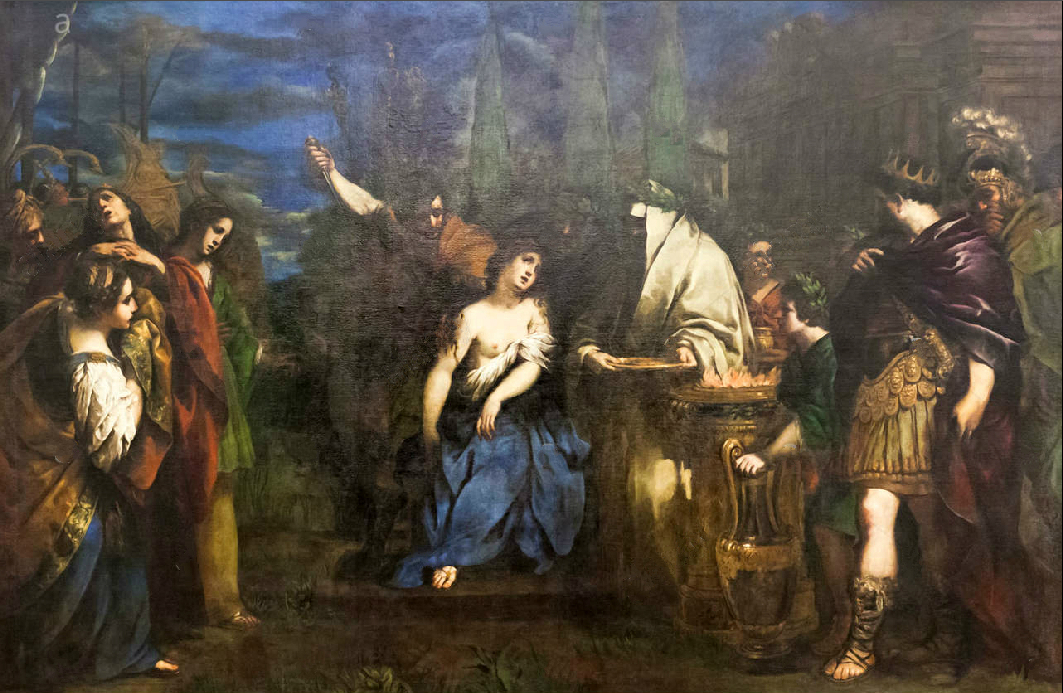
Pietro da Cortona, Sacrificio di Polissena, 1620 circa, Roma, Musei Capitolini

Si ignorano le circostanze di realizzazione del dipinto ma è documentato che Mario Albrizzi, dedicatario dell'incisione, fosse in rapporti con il cardinale Bernardino Spada, iniziatore della celebre collezione di famiglia che si è quindi ipotizzato possa essere stato l'acquirente della tela di Pietro Testa.
L'analisi degli inventari della collezione Spada tuttavia lascia pensare che questa tela del Testa (unitamente all'Allegoria della strage degli innocenti, altro dipinto del pittore lucchese conservato a Palazzo Spada) sia stata acquistata diverso tempo dopo la morte sia dell'artista che di Bernardino Spada. Di qui la diversa ipotesi che il dipinto sia entrato in possesso degli Spada per iniziativa di Fabrizio Spada, nipote di Bernardino e come questi cardinale.
L'opera sarebbe stata comprata, in questa chiave di lettura, per comporre un ciclo pittorico collettaneo (secondo una moda all'epoca) dedicato alle donne illustri dell'antichità. Ciclo formato da opere già da tempo di proprietà degli Spada - come la Morte di Didone del Guercino e il Ratto di Elena di Giacinto Campana (copia da Guido Reni e da questi personalmente rifinita) -, da opere appositamente acquistate (come, per l'appunto, l'Ifigenia del Testa) e infine da dipinti commissionati ad hoc dal cardinal Fabrizio come il Banchetto di Antonio e Cleopatra di Francesco Trevisani.

## Galleria d'immagini

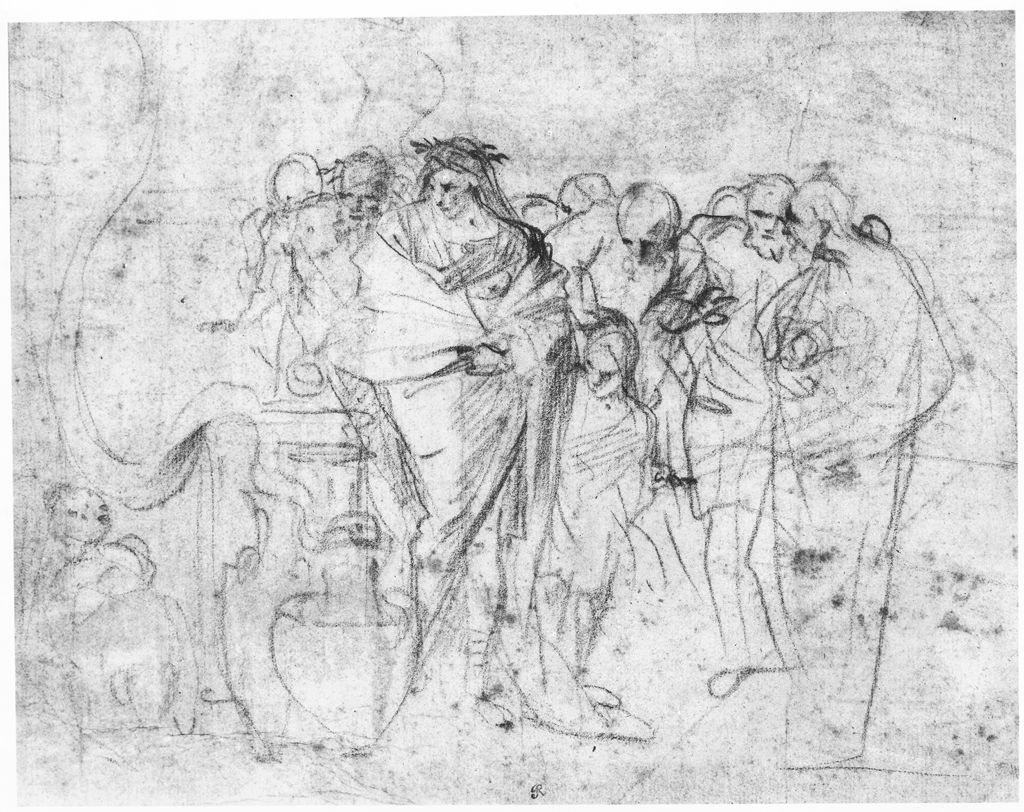
Studio preparatorio dell'incisione con il Sacrificio di Ifigenia, 1640-1642, Cambridge (Massachusetts), Fogg Art Museum
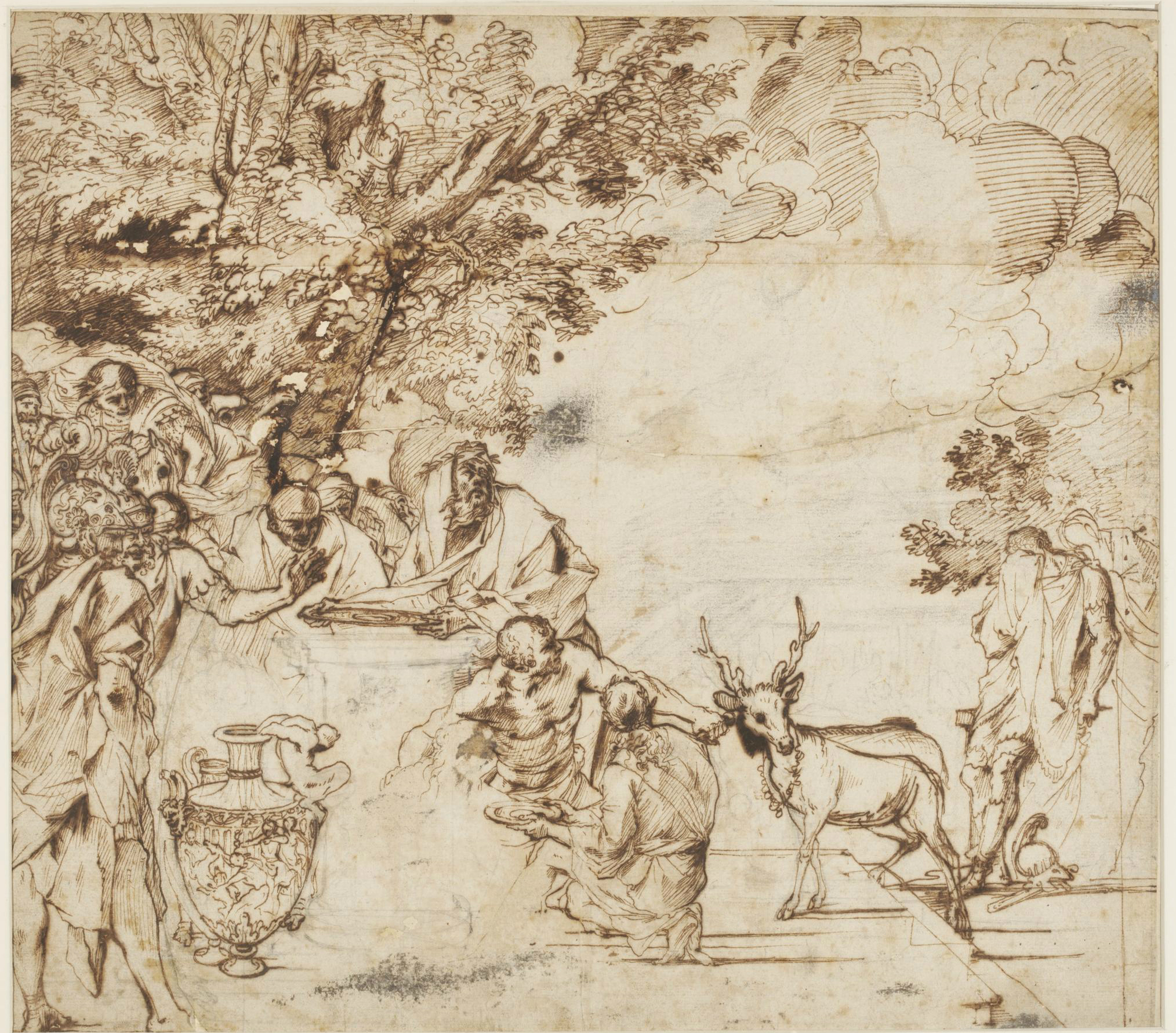
Disegno preparatorio dell'incisione con il Sacrificio di Ifigenia (parte sinistra della stampa),  1640-1642, Londra, Victoria and Albert Museum
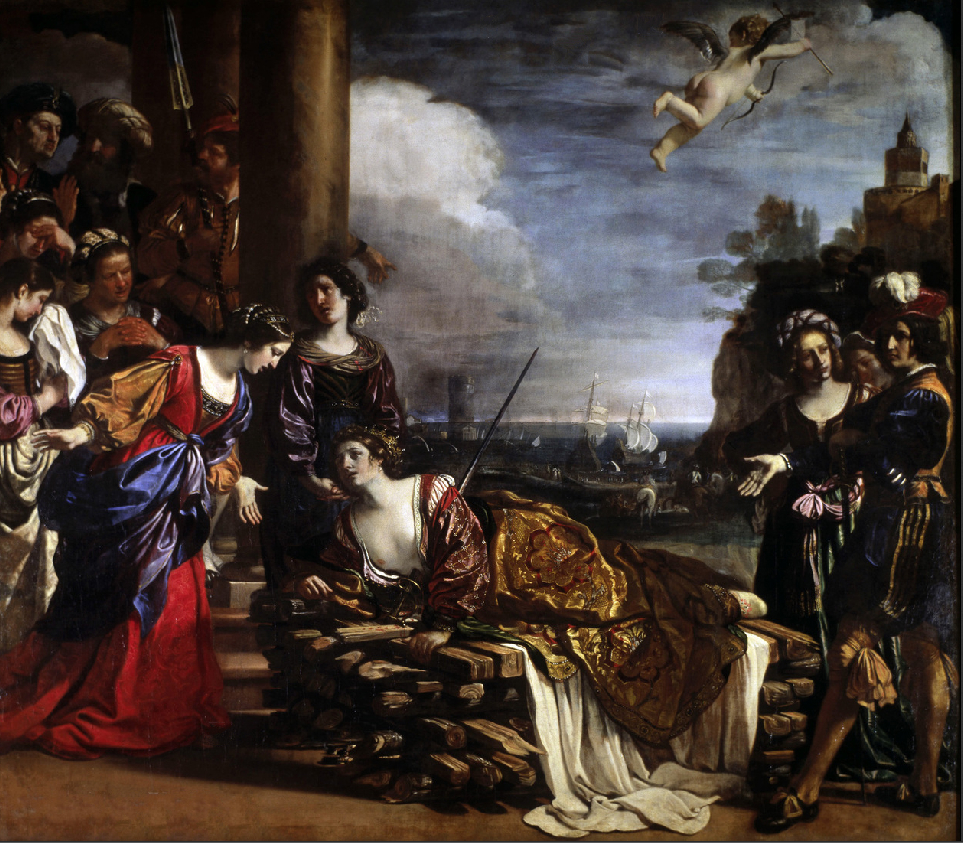
Guercino, 1631, Morte di Didone, Roma, Galleria Spada
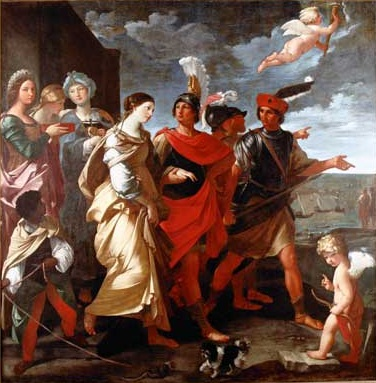
Giacinto Campana, 1631 circa, Ratto di Elena, Roma, Galleria Spada
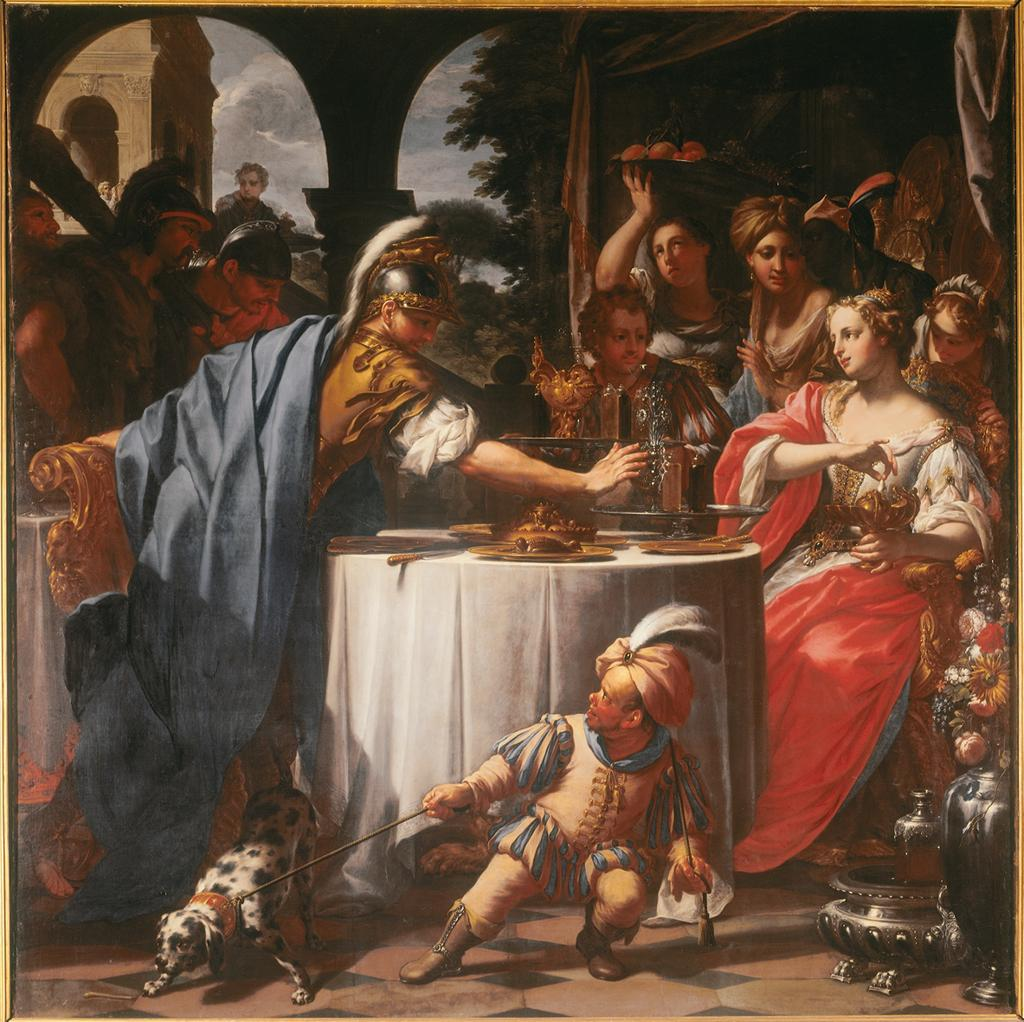
Francesco Trevisani, 1702 circa, Banchetto di Antonio e Cleopatra, Roma, Galleria Spada